# Sandbox (spelgenre)
Een sandbox-spel of zandbakspel, is een type computerspel waarin de speler meer creativiteit krijgt in de open wereld. Een sandbox-spel is zowel een spel dat de nadruk legt op vrije gameplay, maar ook kan duiden op een spelmodus met minimale regels en doelstellingen.

## Beschrijving
Een zandbakspel is nauw verbonden met een openwereldspel, maar dit zijn twee aparte concepten. Een open wereld is een omgeving waarin de speler vrij kan rondzwerven door een virtuele wereld. In een ware sandbox heeft de speler de gereedschappen om de spelwereld zelf te veranderen. Vaak is de sandbox gewoon één modus van een spel, naast de gewone (verhaal)modus. In de sandboxmode van bijvoorbeeld RollerCoaster Tycoon 3 krijgt de speler onbeperkt geld, kan hij alle pretparkattracties meteen bouwen en daarnaast ook het landschap bewerken.
De term zandbakspel is een metafoor voor het spelen in een letterlijke zandbak, en het creëren van vormen, paden en gebouwen naar eigen inzicht.

### Kritiek
Het ontwerp van een sandbox-spel wordt soms bekritiseerd om het gebrek aan voldoende uitdagingen en het risico van saaiheid. Volgens spelontwerper Ernest Adams moeten spelers aan het begin van een spel uitleg krijgen wat ze moeten doen, en waarom. Andere kritiekpunten gaan over herhalende taken, zoals het continu verzamelen van grondstoffen, die het spelplezier in de weg gaan zitten.

## Geschiedenis
Een van de vroegste zandbakspellen ontstonden uit ruimtesimulatiespellen, zoals het succesvolle Elite uit 1984 en stedenbouwspellen als SimCity uit 1989.
Met The Sims en Grand Theft Auto III uit respectievelijk 2000 en 2001 werd getoond dat spellen met interactieve onderdelen ook gezien konden worden als een sandbox-spel. Andere zandbakspellen, zoals Second Life (2003) en Minecraft (2011) legden de basis voor sociale interactie en gebruiker-gegenereerde inhoud.

## Voorbeelden van zandbakspellen
- Garry's Mod
- Minecraft
- RollerCoaster Tycoon-serie
- SimCity-serie
- Space Engineers
- The Sims-serie
- Terraria
- Universe Sandbox